# Вест-Єллоустоун (Монтана)
Вест-Єллоустоун (англ. West Yellowstone) — місто (англ. town) в США, в окрузі Ґаллатін штату Монтана. Населення — 1272 особи (2020).

## Географія
Вест-Єллоустоун розташований за координатами 44°39′48″ пн. ш. 111°6′21″ зх. д. / 44.66333° пн. ш. 111.10583° зх. д. (44.663281, -111.105908).  За даними Бюро перепису населення США в 2010 році місто мало площу 2,07 км², уся площа — суходіл.

### Клімат
| Клімат : Вест-Єллоустоун                  | Клімат : Вест-Єллоустоун | Клімат : Вест-Єллоустоун | Клімат : Вест-Єллоустоун | Клімат : Вест-Єллоустоун | Клімат : Вест-Єллоустоун | Клімат : Вест-Єллоустоун | Клімат : Вест-Єллоустоун | Клімат : Вест-Єллоустоун | Клімат : Вест-Єллоустоун | Клімат : Вест-Єллоустоун | Клімат : Вест-Єллоустоун | Клімат : Вест-Єллоустоун | Клімат : Вест-Єллоустоун |
| Показник                                  | Січ.                     | Лют.                     | Бер.                     | Квіт.                    | Трав.                    | Черв.                    | Лип.                     | Серп.                    | Вер.                     | Жовт.                    | Лист.                    | Груд.                    | Рік                      |
| Абсолютний максимум, °C                   | 8,3                      | 13,3                     | 16,1                     | 24,4                     | 31,1                     | 33,9                     | 36,1                     | 35,6                     | 32,8                     | 28,3                     | 17,8                     | 12,2                     | 36,1                     |
| Середній максимум, °C                     | −4,4                     | −0,8                     | 3,3                      | 8,7                      | 14,8                     | 20,3                     | 26,0                     | 25,1                     | 19,1                     | 11,3                     | 1,0                      | −4,4                     | 10,2                     |
| Середня температура, °C                   | −11,1                    | −8,6                     | −4,8                     | 0,9                      | 6,5                      | 11,1                     | 15,1                     | 14,0                     | 8,8                      | 2,9                      | −5,5                     | −10,8                    | 1,6                      |
| Середній мінімум, °C                      | −17,9                    | −16,4                    | −12,9                    | −6,8                     | −1,8                     | 1,8                      | 4,2                      | 2,9                      | −1,4                     | −5,5                     | −12,1                    | −17,2                    | −6,9                     |
| Абсолютний мінімум, °C                    | −52,8                    | −54,4                    | −41,7                    | −32,2                    | −20                      | −7,8                     | −6,7                     | −9,4                     | −22,8                    | −28,9                    | −38,9                    | −50,6                    | −54,4                    |
| Норма опадів, мм                          | 50                       | 45                       | 47                       | 38                       | 56                       | 56                       | 47                       | 35                       | 37                       | 33                       | 51                       | 58                       | 553                      |
| Днів з опадами                            | 7,6                      | 5,8                      | 4,2                      | 4,0                      | 5,5                      | 4,6                      | 5,6                      | 4,5                      | 4,9                      | 5,3                      | 4,4                      | 4,7                      | 61,1                     |
| ----------------------------------------- | ------------------------ | ------------------------ | ------------------------ | ------------------------ | ------------------------ | ------------------------ | ------------------------ | ------------------------ | ------------------------ | ------------------------ | ------------------------ | ------------------------ | ------------------------ |
| Джерело: Weatherbase and WRCC (snow only) |                          |                          |                          |                          |                          |                          |                          |                          |                          |                          |                          |                          |                          |

## Демографія
Згідно з переписом 2010 року, у місті мешкала 1271 особа в 617 домогосподарствах у складі 298 родин. Густота населення становила 615 осіб/км².  Було 969 помешкань (469/км²).
Расовий склад населення:
| - 86,6 % — білих - 1,1 % — корінних американців - 0,9 % — азіатів - 0,4 % — чорних або афроамериканців - 7,5 % — осіб інших рас |

До двох чи більше рас належало 3,5 %. Частка іспаномовних становила 17,9 % від усіх жителів.
За віковим діапазоном населення розподілялося таким чином: 20,9 % — особи молодші 18 років, 70,7 % — особи у віці 18—64 років, 8,4 % — особи у віці 65 років та старші. Медіана віку мешканця становила 39,4 року. На 100 осіб жіночої статі у місті припадало 113,3 чоловіків;  на 100 жінок у віці від 18 років та старших — 112,9 чоловіків також старших 18 років.
Середній дохід на одне домашнє господарство  становив 49 167 доларів США (медіана — 34 018), а середній дохід на одну сім'ю — 67 638 доларів (медіана — 47 228). Медіана доходів становила 30 889 доларів для чоловіків та 25 417 доларів для жінок. За межею бідності перебувало 15,1 % осіб, у тому числі 15,6 % дітей у віці до 18 років та 16,7 % осіб у віці 65 років та старших.
Цивільне працевлаштоване населення становило 740 осіб. Основні галузі зайнятості: мистецтво, розваги та відпочинок — 43,2 %, роздрібна торгівля — 19,3 %, будівництво — 7,0 %, освіта, охорона здоров'я та соціальна допомога — 5,8 %.